# Skiftet fra juliansk til gregoriansk kalender
 Denne artikel bør gennemlæses af en person med fagkendskab for at sikre den faglige korrekthed.

Gammel stil betegner datoen i overensstemmelse med den julianske kalender. I Danmark-Norge blev den julianske kalender erstattet af den gregorianske kalender år 1700.
Overgangen fra den gamle til den nye kalender blev gennemført på forskellige tidspunkter i forskellige lande, det er således nødvendigt at specificere, hvilken kalender der bruges i de historiske tidsangivelser. Datoer ifølge den ældre julianske kalender betegnes ofte "gammel stil", forkortelserne g.s. eller gs, og dato ifølge den nyere gregorianske kalender betegnes ofte "ny stil", forkortet n.s. eller ns. På latin stili veteris, stili novi.
Ved overgangen i Danmark-Norge i 1700 blev den 18. februar direkte efterfulgt af den 1. marts, dermed blev datoen rettet med 11 dage, derfor mangler nogle datoer i historien i forbindelse med overgangen. Eftersom kalenderne løber med forskellige hastigheder, øges forskellen mellem dem over tid. Den omtrentlige forskel er 11 minutter og 14 sekunder pr. år. Som en tommelfingerregel er forskellen 11 dage i løbet af 1700-tallet, 12 dage i 1800-tallet og mellem 1900 og 2100 er forskellen 13 dage. Den danske kalender er fortsat den gregorianske kalender.

## Udbredelse
Den gregorianske kalender blev indført i en del romersk-katolske lande den 5./15. oktober 1582, de fleste katolske lande i Europa fulgte efter i de kommende år, mens de fleste protestantiske lande beholdt den julianske kalender til et stykke ind i 1700-tallet. 

### Indførelse af den gregorianske kalender i forskellige lande
| Land                        | Årstal |
| --------------------------- | ------ |
| Hertugdømmet Preussen       | 1612   |
| Danmark-Norge               | 1700   |
| Storbritannien med kolonier | 1752   |
| Sverige-Finland             | 1753   |
| Japan                       | 1873   |
| Egypten                     | 1875   |
| Albanien                    | 1912   |
| Letland                     | 1915   |
| Litauen                     | 1915   |
| Bulgarien                   | 1916   |
| Sovjetunionen               | 1918   |
| Rumænien                    | 1919   |
| Grækenland                  | 1923   |
| Tyrkiet                     | 1927   |
| Kina                        | 1929   |